# 領家華子
領家 華子（りょうけ はなこ、1973年2月19日 - ）は、松竹芸能所属のタレント。滋賀県出身。血液型 A型。

## 人物
JRA調教師（栗東所属）の領家政蔵の次女として生まる。幼少期はオテンバ娘として栗東近辺で暴れ回る。騎手を目指したが、当時はJRAが競馬学校で女性騎手を募集しておらず断念（募集再開は1993年）。
家庭環境故に、競馬関係の知識には自信を持っている。
政蔵と武邦彦が親しいため、武豊とは小さい頃からの知り合いであり、一緒にお風呂に入っていたこともある。
短大卒業後、阪神競馬場ターフレディーを経て、「恋のから騒ぎ」（日本テレビ）、「GI前夜祭」（関西テレビ）などに出演。「ABCミュージックパラダイス」（ABCラジオ）でもパーソナリティとして活躍。
グリーンチャンネルの「中央競馬完全中継」WESTではキャスターを8年間務め、競馬を愛する辛口コメントで人気だった。
7年前に日刊スポーツの競馬担当記者の中村基也（現在デスク）と結婚し、現在は関西地区を中心にママさんタレントとして活動している。また現在は父親の厩舎のスタッフとしても働いており、厩舎では「騎手の手配や飼料関係の管理などを担当している」とのこと。

## 趣味
- 競馬
- サッカー観戦
- 子育て

## 過去の出演番組
- 「恋のから騒ぎ」（日本テレビ）
- 「ABCミュージックパラダイス」（ABCラジオ）
- 「中央競馬完全中継WEST」「ホースステーション」コメンテーター（グリーンチャンネル）
- 「秋のGI前夜祭」（関西テレビ）
- 「OBCドラマティック競馬」コメンテーター（ラジオ大阪）
- 「はながた騎手」連載中（競馬総合チャンネル）
- 「ラジオよしもと むっちゃ元気!」金曜日競馬コーナー（ラジオ大阪）
- 「馬券師倶楽部」（MONDO21）

## 主なコラム
- 「華子のはなまるIN栗東」ショッキー取材（サンケイスポーツ）
- 「華子のはなまる」レース取材（サンケイスポーツ）